# Минерал (окръг, Колорадо)
Вижте пояснителната страница за други значения на Минерал.
Окръг Минерал (на английски: Mineral County) е окръг в щата Колорадо, Съединени американски щати. Площта му е 2274 km², а населението - 766 души (2017). Административен център е град Крийд.